# Duwei, Fujian
Duwei (kinesiska: 度尾) är en köping i sydöstra Kina. Den ligger i Xianyou härad i staden Putian i provinsen Fujian, omkring 100 kilometer sydväst om provinshuvudstaden Fuzhou. Antalet invånare är 60 640. Befolkningen består av 30 459 kvinnor och 30 181 män. Barn under 15 år utgör 21,0 %, vuxna 15-64 år 68 %, och äldre över 65 år 9,0 %.